# Catophractes alexandri
Catophractes alexandri là một loài thực vật có hoa trong họ Chùm ớt. Loài này được D.Don mô tả khoa học đầu tiên năm 1839.